# Logradouro

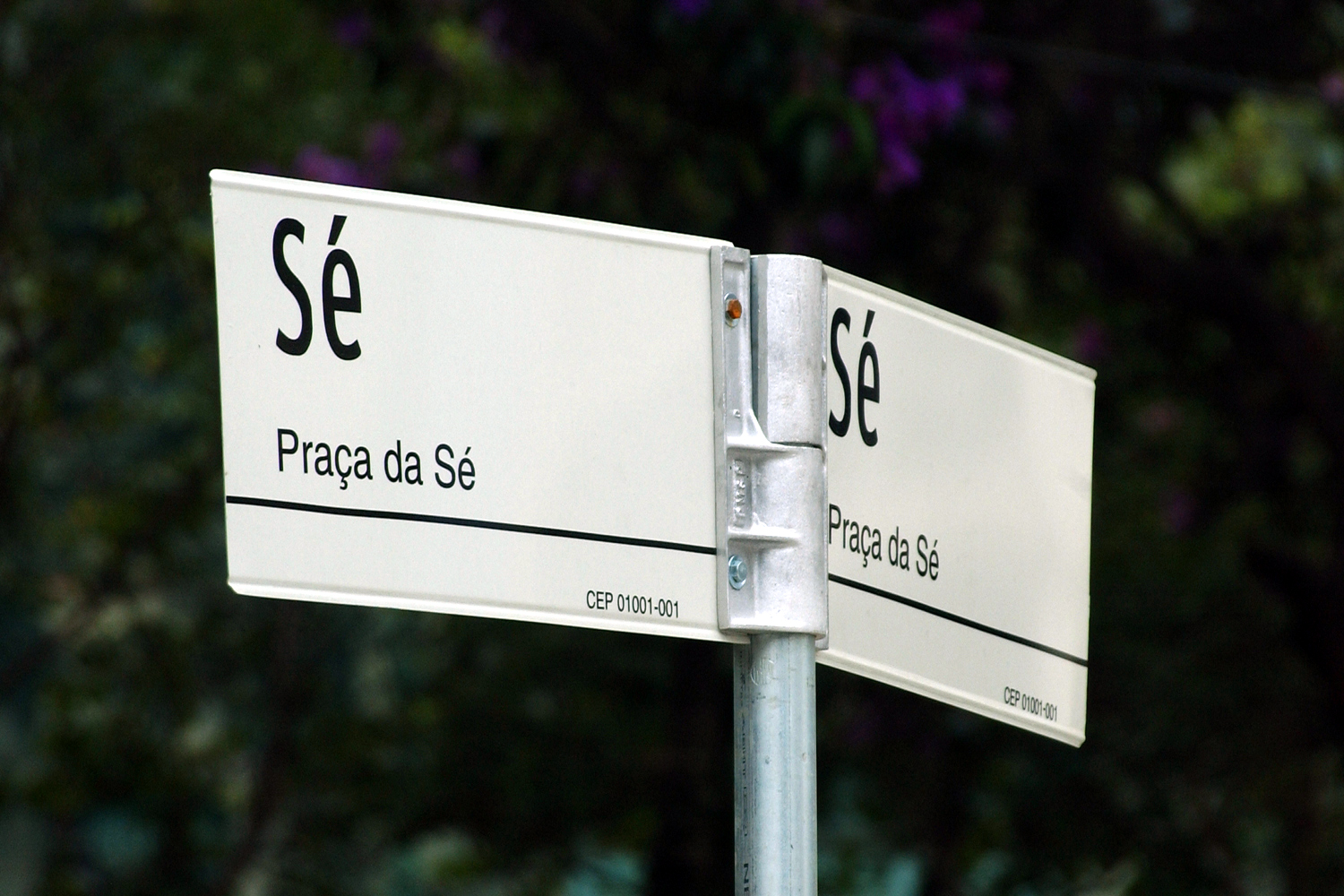
Placa de denominação da Praça da Sé na cidade de São Paulo.

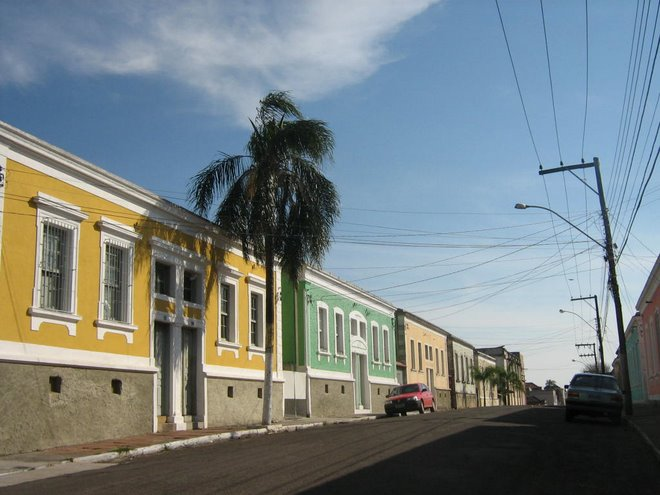
Um logradouro (rua) na histórica Vila Belga no Centro de Santa Maria/RS

Logradouro (também logradoiro, sobretudo em Portugal) é um termo que designa um terreno ou um espaço anexo a uma habitação, usado para serventia da casa, ou ainda qualquer espaço público comum que pode ser usufruído por toda a população e reconhecido pela administração de um município, como largos, praças, ruas, jardins, parques, entre outros.
No Tratado do domínio público, de 1984, há a seguinte descrição:
«Logradouro é o ‘pascigo público de alguma vila ou lugar’ e 'logradouro de qualquer particular é o chão que tem diante as casas, para esterqueira e outros usos’ (...)»

## Tipos de logradouro
Os Correios brasileiros, em seu sistema de endereçamento postal, designam como logradouro os seguintes endereços postais:
- Aeroporto
- Alameda
- Área
- Avenida
- Campo
- Chácara
- Colônia
- Condomínio
- Conjunto
- Distrito
- Esplanada
- Estação
- Estrada
- Favela
- Fazenda
- Feira
- Jardim
- Ladeira
- Lago
- Lagoa
- Largo
- Loteamento
- Morro
- Núcleo
- Parque
- Passarela
- Pátio
- Praça
- Quadra
- Recanto
- Residencial
- Rodovia
- Rua[5]
- Setor
- Sítio
- Travessa
- Trecho
- Trevo
- Vale
- Vereda
- Via
- Viaduto
- Viela
- Vila